# Dragiša Cvetković
Dragiša Cvetković (in serbo: Драгиша Цветковић; Niš, 15 gennaio 1893 – Parigi, 18 febbraio 1969) è stato un politico jugoslavo.

## Biografia
Nacque a Niš, da Jovan, originario di Dadinac vicino a Vlasotince e da Zojica Sterijadis, che era di etnia Aromuni. Suo padre partecipò alle Guerre serbo-turche (1876-1878), alle guerre balcaniche e uscì dalla prima guerra mondiale come tenente colonnello.
Dragiša Cvetković stesso nel 1913 fu volontario nelle guerre balcaniche come paramedico negli ospedali da campo. Per un certo periodo visse in Svizzera fino all'inizio della rande guerra, allora trasferì in Francia alla fine del 1915 dove si occupò nell'accogliere i militari serbi che si trovavano lì per ricevere cure mediche. A Nizza, collaborò ad aprire di una scuola in lingua serba. Si iscrisse poi alla facoltà di medicina dell'Università di Nancy. Il 17 giugno 1919 si sposò in Svizzera con Katica Stojanović.

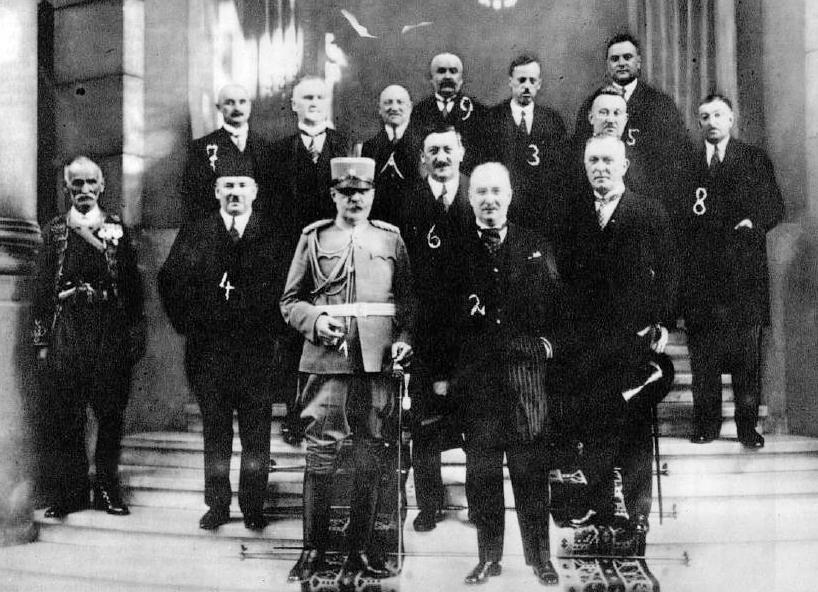
Il Governo Jugoslavo nel 1928

Nel 1921 è Caporedattore a Niš del giornale "Napredak" e nel 1922 collabora anche al giornale "Niški glasnik".
Nel 1926 Dragisa Cvetkovic fu eletto sindaco di Niš una prima volta, ma in seguito a contestazioni il consiglio di stato le fece ripetere il 17 novembre e Cvetkovic le vinse una seconda volta. Il 27 novembre 1928 fu nominato ministro per il Culto, ma dopo l'introduzione della dittatura il 6 gennaio 1929, perse entrambe le funzioni. Nel giornale "Niška slobodna tribina", che lui stesso ha fondato, contestò aspramente la dittatura. A chi gli faceva osservare che Niška slobodna tribina non avesse informato del soggiorno del re Alessandro a Niš rispose che il giornale "non è contro il re, ma contro la dittatura". 
Dopo la visita a Niš del leader radicale Ace Stanojevic fu condannato a un mese di carcere "per raduno politico e azione". Al momento delle elezioni monopartitiche, invitò i cittadini a non votare e denuncia irregolarità. Il suo giornale "influenza in modo devastante il pubblico dei lettori" contro la situazione politica esistente, così dopo tre divieti consecutivi nel settembre 1931, il giornale fu bandito.
Dal 5 febbraio 1931 è studente di legge a Subotica nella locale università, da cui uscì laureato nel 1934.
Nel 1934, quando riunì i leader delle forze di opposizione (Miloš Trifunović, Ljubomir Davidović, Džafer Kulenović, Anton Korošec, Svetozar Pribićević) nella sua villa sulla collina Gorica a Niš, per stipulare un accordo segreto sull'unificazione di tutti i partiti con programmi politici simili. Fu così creata la Unione Radicale Jugoslava (JRZ), che vinse le elezioni nel 1935.
Dopo queste elezioni, fu ancora una volta sindaco di Niš, nominato nel febbraio 1935, presidente del gruppo parlamentare del JRZ, ministro della politica sociale e della sanità pubblica e ministro ad interim per l'educazione fisica del popolo, e brevemente, vice ministro della giustizia nel governo di Milan Stojadinović nel periodo 1935-1939.1937-39 . Come Ministro della sanità avvia la costruzione di diversi ospedali, sanatori e bagni pubblici. e il 31 gennaio 1939 fu nominato Alto Ufficiale dell'Ordine della Legion d'onore, in riconoscimento del suo lavoro come Ministro della Sanità Pubblica in Jugoslavia e Svizzera.

### Unione dei lavoratori jugoslavi
Nel 1936 con Miha Krek, fondò l'Unione dei lavoratori jugoslavi (JUGORAS) unendo le sezioni operaie della Unione Radicale Jugoslava (JRZ). Dragisa Cvetkovic divenne leader dell'alleanza, mentre Milan Stojadinovic presidente del nuovo sindacato. L'obiettivo principale dell'alleanza era quello di creare una "organizzazione di classe operaia" per cooperare con i datori di lavoro e il governo affinché potessero operare all'interno dei quadri nazionali.

### Accordo Cvetković-Maček

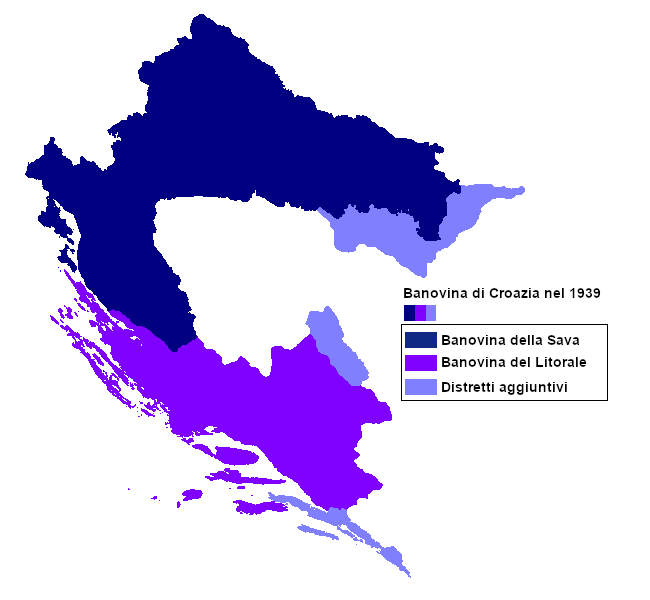
La Banovina della Sava e la Banovina del Litorale furono fuse nella Banovina di Croazia.

Dragiša prese parte al rovesciamento del governo di Milan Stojadinovic nel 1939. Dopo Stojadinovic, il principe Paolo Karađorđević nominò l'influente Dragiša Cvetković nuovo primo ministro del Regno di Jugoslavia. Cvetkovic e Vlatko Macek raggiunsero un accordo e Cvetkovic riuscì a includere i croati nel nuovo governo. Federalizzò la Jugoslavia attraverso la creazione della Banovina di Croazia in accordo con il politico croato Vlatko Maček. Questo accordo del 24 agosto 1939, definito Accordo Cvetković-Maček, non riuscì comunque a superare le diffidenza tra serbi e croati,  che non furono soddisfatte nemmeno dalle nuove acquisizioni territoriali.
Sempre il 24 agosto 1939, dopo la firma dell'accordo, l'intero governo jugoslavo si dimise per ricevere un nuovo mandato e formare il 26 agosto un più ampio governo di coalizione.

### Il patto tripartito e il colpo di stato
16 novembre 1939 è nominato membro del Senato del Regno di Jugoslavia e il9 luglio 1940 Vice Ministro degli Affari Interni
Nel 1940, firmò due decreti antisemiti, che furono pubblicati a Belgrado ("Gazzetta ufficiale", 5 ottobre) e Zagabria ("Gazzetta ufficiale", 9 ottobre). Che questi decreti non riflettessero l'atteggiamento intimo dello stesso Cvetković è dimostrato dal fatto che nella sua casa di Niš, durante il periodo dell'occupazione, nascose la famiglia ebrea Katon, di cui il pubblicista e storico ebreo Ženi Lebl informò Zora Ranković, figlia di Dragiša Cvetković, nel 1992.
Cvetković viaggiò con il ministro degli esteri Aleksandar Cincar-Marković nel Terzo Reich il 13 febbraio 1941, dove negoziò con il ministro degli affari esteri tedesco Joachim von Ribbentrop e lo stesso Adolf Hitler, ma non accettò la richiesta che la Jugoslavia aderisse al Patto Tripartito, dato che non era autorizzato a farlo.
Poche settimane dopo, il 25 marzo 1941, su impulso del reggente, Dragiša Cvetković, il ministro degli esteri Aleksandar Cincar-Markovic e il ministro degli esteri tedesco Joachim von Ribbentrop al Castello del Belvedere di Vienna firmarono il protocollo sull'adesione della Jugoslavia al patto tripartito delle potenze dell'Asse.
Cvetkovic e i ministri tornarono il 26 marzo dal loro ultimo viaggio in Germania e rilasciarono una dichiarazione ufficiale in cui affermavano che il patto contenesse delle clausole segrete vantaggiose perché garantivano alla Iugoslavia la completa neutralità.
Due giorni dopo la firma dell'intesa, il 27 marzo, un gruppo di ufficiali organizzò il Colpo di Stato in Jugoslavia del 1941 che rovesciò il governo e la reggenza, arrestò diversi ministri, e dichiarò la maggiore età di re Pietro II di Jugoslavia consegnandogli il potere. Dragiša Cvetković fu fermato mentre si accingeva ad uscire di casa da un distaccamento di aviatori, comandati dal capitano Milo N. Rakočević. Il generale Dušan Simović, capo degli insorti, tentò inutilmente di ottenerne le dimissioni pertanto lo fece arrestare. Il 29 però, dopo aver firmato le dimissioni, fu scarcerato.

### L'invasione della Jugoslavia
Dopo la capitolazione della Jugoslavia, Dragisa Cvetković rifiutò ogni collaborazione con i tedeschi e il governo di Milan Nedić aiutando invece l'Esercito jugoslavo in patria di Draža Mihailović. Trascorse gli anni della guerra agli arresti domiciliari a Niska Banja, venendo anche arrestato due volte e condotto prigioniero per circa due mesi al Campo di Banjica presso Belgrado. Abbandonò la Serbia il 4 settembre 1944 per la Bulgaria, poi la Turchia, per giungere infine in Francia.
Il 15 settembre 1945 la Commissione di Stato del Governo della Repubblica Socialista Federale di Jugoslavia, in contumacia, dichiarò Cvetković come criminale di guerra e procedette alla confisca di tutte le sue proprietà.
Intanto a Parigi Cvetković curò e pubblicò contro il nuovo regime titino instauratosi in Jugoslavia la raccolta "Documenti sulla Jugoslavi", in dieci volumi. Documenti che dovevano "dire la verità sugli eventi che hanno fatto precipitare il nostro paese nella catastrofe", "combattere il regime comunista usurpatore nel paese" e organizzare "forze politiche sane nell'emigrazione per agire per rovesciare il regime comunista in Jugoslavia e impadronirsi di una vera amministrazione popolare nel rispetto delle quattro libertà fondamentali".
Cvetković trascorse il resto della sua vita a Parigi e visse grazie all'appannaggio di cui erano titolari i decorati con la Legion d'Onore e fu sepolto nella parte serba di un cimitero militare vicino a Parigi, vicino alle tombe dei generali Petar Živković e Bogoljub Jevtić.

### La riabilitazione postuma
Nel 2007, l'Assemblea della città di Nis ha deciso rinominare via Božidar Adžija in Via Dragiše Cvetković. Il 25 settembre 2009, il tribunale distrettuale di Niš, su istanza dei suoi discendenti, ha emesso una decisione sulla riabilitazione di Dragiša Cvetković, che ha annullato la decisione della Commissione di Stato della Jugoslavia federale democratica del 15 settembre 1945, che dichiarava Cvetković nemico nazionale e criminale di guerra per l'adesione al patto tripartito..
Curiosamente i documenti che condannavano Cvetkovic non furono mai rintracciati.